# Vara aragonesa

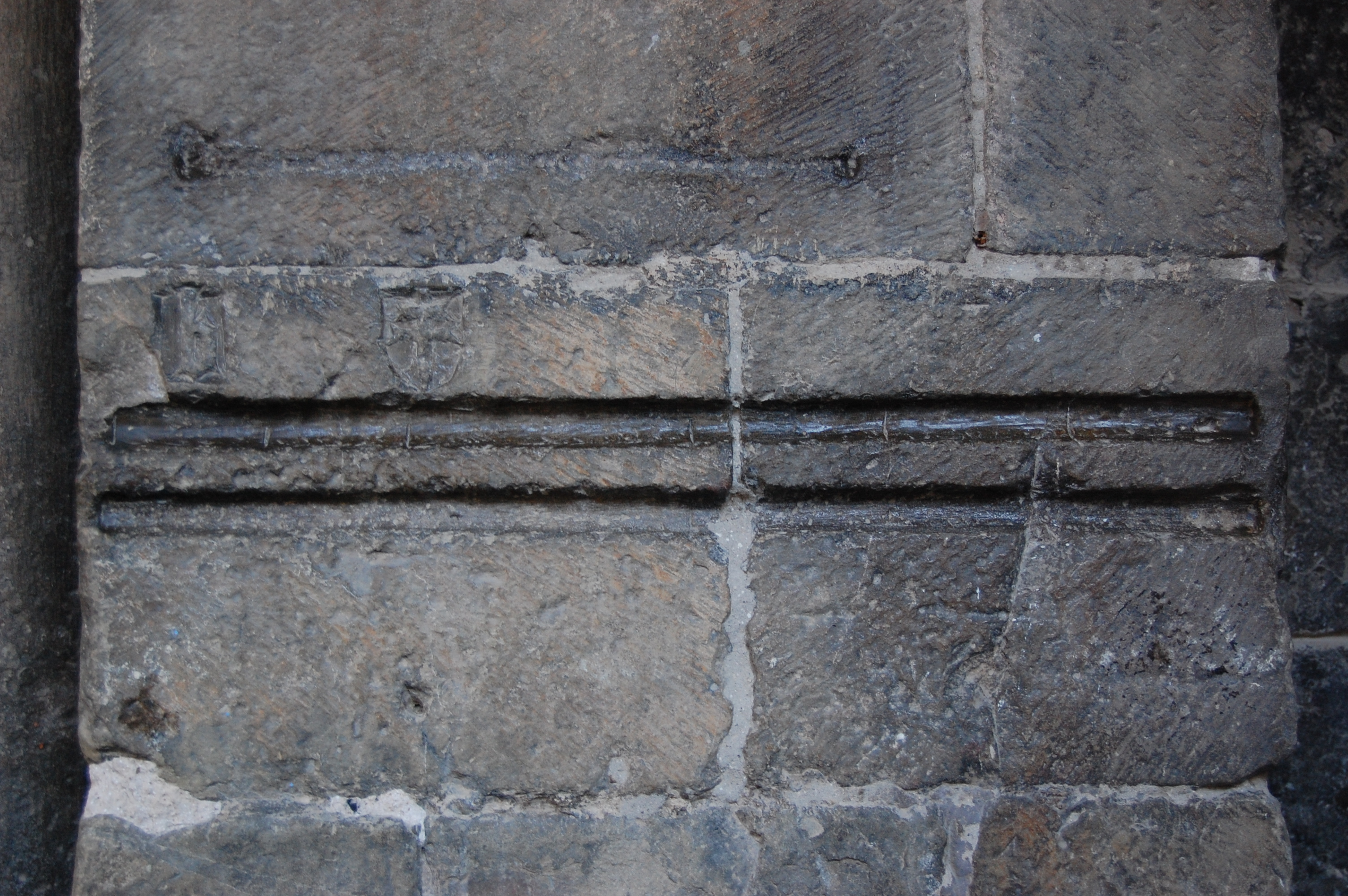
La mida oficial de la vara aragonesa, també anomenada vara jaquesa, es troba marcada a la portalada de la Catedral de Jaca.

La vara aragonesa, vara jaquesa (vara chaquesa en aragonès) o vara de Jaca és una unitat de mesura tradicional per a longituds pròpia del Regne d'Aragó, emparentada amb altres vares veïnes.
Equival a 0,772 metres. i es pot subdividir en; dos colzes aragonesos, de 0,384 metres cadascun, en tres peus de 0,257 o en quatre pams de 0,193. Dues vares equivalen a una cana i una llegua són 8.000 vares.
Per a superfícies es feia servir la vara quadrada, que és equivalent a 0,595984 metres quadrats. ATerol era més petita i equivaldria a 0,589824 m2. Per als volums es feia servir la vara cúbica, que també tenia variacions regionals, de manera que a Osca i a Saragossa equivalia a 0,460099648 m3, però a Terol 0,45294832 m3.